# Bach Collegium Japan
Het Bach Collegium Japan (BCJ) is een orkest en koor gespecialiseerd in het uitvoeren van barokmuziek op authentieke instrumenten. 
Het is in 1990 opgericht door Masaaki Suzuki om barokmuziek volgens de authentieke uitvoeringspraktijk bekend te maken in Japan en zetelt in Kobe en Tokio en wordt nog altijd geleid door Suzuki. Naast Bach hebben ze ook Dietrich Buxtehude, Heinrich Schütz, Johann Hermann Schein en Georg Böhm in hun repertoire. 
Het BCJ is co-residentieorkest van de Tokyo Opera City Concert Hall en Kobe Shoin Women's University Chapel. Inmiddels is het BCJ niet meer alleen actief in Japan maar heeft het ook grote bekendheid gekregen in Europa en de Verenigde Staten.
Buiten Japan heeft het BCJ onder andere opgetreden op festivals in Santiago de Compostella, Tel Aviv, Leipzig, Melbourne, New York en Los Angeles. Het werkt daarbij samen met muzikanten als Michael Chance, Peter Kooij, Christoph Prégardien en Dominik Wörner.

## Cd-opnamen
Van 1995 tot 2013 nam het Bach Collegium Japan integraal alle kerkelijke cantates van Bach op, welke werden uitgebracht bij het platenlabel BIS Records, de eerste 27 edities op cd, alle volgende op sacd. Vervolgens werd begonnen aan de wereldlijke cantates.
Naast de cantates verschenen ook uitvoeringen van Bachs Weihnachtsoratorium, Johannes-Passion en Matthäus-Passion maar ook de Messiah van Georg Friedrich Händel bij BIS Records.